# Legado (Antigua Roma)

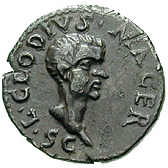
Denario con el retrato de Lucio Clodio Macro, un legatus del siglo I d. C.

Un legado (en latín, legatus) era un general del ejército romano, equivalente a un moderno oficial general o lugarteniente. Siendo de rango senatorial, su superior inmediato era el dux y tenía mayor rango que todos los tribunos militares. Para mandar un ejército independiente del dux o gobernador provincial, los legados tenían que tener rango pretorio o superior; un legado podía ser investido con imperium propretorio (legatus pro praetore) por derecho propio. Los legados recibían una parte sustancial del botín del ejército al final de una campaña, lo que hacía de esta una posición lucrativa, así que a menudo podía atraer incluso a cónsules distinguidos (por ejemplo, el cónsul Lucio Julio César se ofreció voluntario a finales de la guerra de las Galias como legado bajo el mando de su pariente Cayo Julio César).
Los hombres que desempeñaban el cargo de legado se escogían entre la clase senatorial de Roma. Tras las reformas de Cayo Mario, había dos posiciones principales: el legatus legionis, de rango pretorio, al que se da el mando de una de las legiones de élite romanas, y el legado propretor, de rango consular, era a quien se daba el gobierno de una provincia romana con los poderes magistrales de un pretor, que en algunos casos le daba el mando de cuatro o más legiones.
Este rango era también de un comandante legionario general, puesto generalmente era atribuido por el emperador. La persona elegida para este cargo era un anterior tribuno y mandaba durante tres o cuatro años, aunque podía servir durante un período aún mayor. En una provincia con solo una legión, el legado era también el gobernador provincial, pero en provincias con varias legiones, cada legión tenía un legado y el gobernador provincial (que estaba separado de las legiones) tenía mando general sobre todas ellas.
También recibieron el nombre de legados cada uno de los socios que los procónsules llevaban en su compañía a las provincias como una especie de asesores o consejeros los cuales en caso de necesidad los sustituían.

## Historia
El rango de legado existía ya en la época de las Guerras Samnitas, pero no sería hasta alrededor del 190 a. C. que empezó a promulgarse con frecuencia y de manera permanente, ideada con el fin de administrar mejor el mayor número de efectivos que la segunda guerra púnica había exigido reclutar. El legado de un ejército de la República era esencialmente un tribuno militar supremo, de rango senatorial y generalmente mayor edad, al que el magistrado a cargo del ejército podía delegar el mando. Era habitual que el puesto lo desempeñaran antiguos cónsules, cuya experiencia militar pondrían a buen uso durante la campaña, o bien senadores más jóvenes deseosos de ganar influencia, lo que conllevó con el tiempo un desplazamiento del tribunado militar como opción popular de carrera. Anteriormente, también podían ser reclutados de entre los équites.
El legado era asignado por el Senado, aunque generalmente se hacía tras una consulta con el propio magistrado a cargo del ejército, buscando reunir a un comandante y un lugarteniente que pudieran desempeñarse sin desacuerdos como los que condujeron a los cónsules Varón y Paulo al desastre de Cannas. A menudo el legado actuaba como un consejero o asesor militar de mayor experiencia, como Escipión el Africano hacia su hermano Lucio durante la Guerra Romano-Siria, o como un general de confianza, como fuera el caso de Lucio Quincio Flaminino y su propio hermano Tito en sus campañas. Al principio, sólo los conflictos en el extranjero requerían la presencia de legados en el ejército, pero con el estallido de la Guerra Social en el 90 a. C. comenzarían a ver acción militar en pleno suelo itálico.
Tras las reformas militares de Cayo Mario, la figura del legado como lugarteniente mayor fue eliminada, y en su lugar comenzaron a asignarse varios a cada ejército, uno al mando de cada una de las legiones que lo integrasen, llamándose de este modo legatus legionis. A partir de esta época, los legados podían actuar ya como magistrados completos y gobernadores provinciales.

## Legado diplomático
Legado era también un término que se usaba para un embajador de la República romana que era nombrado por el Senado para una misión (legatio) ante una nación extranjera, así como a los embajadores que iban a Roma de otros países. Este es el sentido de la palabra que sobrevive en la expresión legado papal.

## Aspectos generales
Por lo común, eran nombrados por el Senado o con su autorización por el mismo procónsul y esto era lo que se llamaba aliquem sibi legare. Algunas veces, si bien muy pocas, eran nombrados por el pueblo. Su número solía ser proporcionado a la clase del gobernador y a la importancia de la provincia, pero parece que lo que menos se nombraban tres.
El nombre de legado se daba al jefe supremo de una legión romana. Se conocían cuatro clases de legados: 
- el imperial. Era un lugarteniente del emperador, que pasaba a gobernar en su nombre una provincia con una autoridad ilimitada, por lo que se solía llamar alter ego
- el consular. Era un legado que había sido cónsul y mandaba al pretoriano
- el pretoriano, que solo había llegado a ser pretor
- el proconsular. Era un lugarteniente que los gobernadores de las provincias del Imperio enviaban a varios pueblos de ellas para representarlos.

El título de legatus era honorífico y personas de la más alta categoría recibían el honor en desempeñar este encargo. Los legados tuvieron también alguna vez el honor de llevar lictores, pero el magistrado a cuyas órdenes servían podía quitarles este privilegio.
Habiendo dividido Augusto las provincias del Imperio romano en consulares, legatorias y presidiales, el nombre de legatorias se dio a aquellas que gobernaba el mismo emperador, pero en las cuales él no residía y que, por consiguiente,  administraba por medio de sus lugartenientes o legados.
El emperador Otón cambió el nombre de legado en el de prefecto. Los lugartenientes de los romanos correspondían a nuestros capitanes o tenientes generales u oficiales superiores que se envían a mandar un ejército o una provincia.